# Camren Bicondova
Camren Renee Bicondova (San Diego, 22 maggio 1999) è un'attrice e ballerina statunitense.
È diventata popolare grazie alla serie televisiva Gotham, in cui interpreta Selina Kyle da giovane.

## Biografia
Camren Bicondova nasce a San Diego, in California. Si avvicina per la prima volta al ballo a 6 anni, quando inizia a frequentare una scuola di danza. Dopo che la sua famiglia si trasferisce alle Hawaii, Camren Bicondova comincia a studiare gli stili di danza jazz-funk e hip hop. A 11 anni, inoltre, partecipa al convegno di danza The Pulse on Tour in qualità di assistente di alcuni dei migliori insegnanti e coreografi degli Stati Uniti. Nel 2011 entra a far parte delle 8 Flavahz, un gruppo di ballo femminile composto da otto membri in totale che, oltre la stessa Bicondova, sono: Tiara Rapp, Tamara Rapp, Summer Waikiki, Kaelynn Gobert-Harris, Jaira Miller, Angel Gibbs e Charlize Glass.
Il debutto cinematografico di Camren Bicondova avviene nel 2012, quando partecipa al dance-movie Battlefield America. Nello stesso anno il suo gruppo di ballo, le 8 Flavahz, si aggiudicano il secondo posto nella settima stagione di America's Best Dance Crew, programma televisivo nel quale le migliori crew degli Stati Uniti si sfidano per vincere un premio in denaro.
Nel 2014, ottiene il ruolo di co-protagonista prendendo parte alla serie televisiva Gotham, prequel delle avventure di Batman dei fumetti DC Comics, dove interpreta una giovane Selina Kyle. La Bicondova è la più giovane tra le attrici che abbiano mai impersonato il personaggio di Catwoman in produzioni televisive o cinematografiche. Questa interpretazione le vale inoltre una candidatura ai Saturn Award in qualità di miglior attore emergente in una serie televisiva. Nel settembre 2015 la rivista Variety la include nel suo Youth Impact Report, una lista stilata annualmente che elenca i giovani attori più promettenti dell'anno.

## Filmografia

### Attrice

#### Cinema
- Battlefield America, regia di Chris Stokes (2012)
- Girl House, regia di Trevor Matthews (2014)
- 3 Days Closer, regia di Alejandro Soto - cortometraggio (2020)
- Festival of the Living Dead, regia di Jen e Sylvia Soska (2024)

#### Televisione
- A tutto ritmo (Shake It Up) - serie TV, episodio 1x21 (2011)
- Gotham - serie TV, 100 episodi (2014-2019) - Selina Kyle

#### Videoclip
- 8 Flavahz No Flex Zone (2015)

### Doppiatrice
- Gotham Stories - serie TV, 5 episodi (2016) - Selina Kyle

### Produttrice
- 3 Days Closer, regia di Alejandro Soto - cortometraggio (2020)

## Doppiatrici italiane
Nelle versioni in italiano delle opere in cui ha recitato, Camren Bicondova è stata doppiata da: 
- Margherita De Risi in Gotham

## Riconoscimenti
- Saturn Award
  - 2015 – Candidatura alla miglior attore emergente in una serie televisiva per Gotham[9]